# Ernst Vogtherr
Ernst Vogtherr (* 18. September 1902 in Treuchtlingen; † 22. August 1966) war ein deutscher Politiker (SPD).
Vogtherr absolviert das Studium der Rechts- und Staatswissenschaften an der Universität in Würzburg.
Im Jahr 1931 wurde er als Gerichtsassessor an das Amtsgericht Ludwigshafen am Rhein berufen, woraufhin er am 1. Oktober 1932 zum Amtsanwalt beim Amtsgericht Bad Dürkheim ernannt wurde. Nur ein Jahr später, am 1. November 1933, wurde er wegen "politischer Unzuverlässigkeit" aus diesem Amt entlassen.
Im Mai 1934 erhielt er in Immenstadt im Allgäu die Zulassung als Rechtsanwalt, die ihm ursprünglich ebenfalls aus politischen Gründen versagt worden war.
Vom 26. Februar 1946 bis zum 13. Juni 1946 war er Mitglied des Beratenden Landesausschusses (Vorparlament).
Am 15. Juli 1947 rückte er dem ausgeschiedenen Abgeordneten Bauer in den Bayerischen Landtag der 1. Legislaturperiode nach, wo er ab 9. Januar 1948 Mitglied des Ausschusses für Rechts- und Verfassungsfragen war.
Zum 13. Oktober 1948 legte er sein Landtagsmandat aus persönlichen Gründen nieder. Sein Ersatzmann wurde Peter Schöllhorn.